# Rezerwat przyrody Góra Chełm (województwo podkarpackie)
Rezerwat przyrody Góra Chełm – rezerwat przyrody znajdujący się na terenie gmin Frysztak oraz Wiśniowa w województwie podkarpackim.  Leży w obrębie Czarnorzecko-Strzyżowskiego Parku Krajobrazowego.
- numer według rejestru wojewódzkiego – 53
- powierzchnia – 155,25 ha (akt powołujący podawał 155,40 ha)
- data utworzenia – 14.06.1996
- dokument powołujący – M.P. z 1996 r. nr 41, poz. 399
- rodzaj rezerwatu – leśny[2]
  - typ rezerwatu – biocenotyczny i fizjocenotyczny
  - podtyp rezerwatu – biocenoz naturalnych i półnaturalnych
  - typ ekosystemu – leśny i borowy
  - podtyp ekosystemu – lasów górskich i podgórskich[2]
- przedmiot ochrony (według aktu powołującego) – enklawa lasów bukowych porastających Górę Chełm oraz zespoły źródliskowe
- gatunki chronione roślin – wawrzynek wilczełyko, skrzyp olbrzymi, tojad mocny, listera jajowata, gnieźnik leśny[1]
- wybrane gatunki zwierząt – dzik, sarna, borsuk, jastrząb, krogulec, sowa uszata, grubodziób[1]